# Singapore Telecommunications
 Singapore Telecommunications Limited (Singtel) ist eines der größten asiatischen Telekommunikationsunternehmen mit einem Umsatz von 18,2 Milliarden Euro im Jahr 2014 und Firmensitz in Singapur. Singtel wurde 1992 gegründet und beschäftigte im Jahr 2014 weltweit rund 23.000 Mitarbeiter. Das Unternehmen war zu diesem Zeitpunkt im Straits Times Index an der Singapore Exchange gelistet und verfügte über 40 Niederlassungen in 22 Ländern in Asien-Pazifik, Europa und den USA.
Singtel bietet Geschäfts- und privaten Endkunden Sprachdienste (z. B. Telefonie) oder Datendienste (z. B. Internetzugang) über Festnetz und kabelungebunden an.
Das Unternehmen hat ein Breitband-Netz in Singapur sowie ein Mobilfunknetz in Singapur und Teilen Australiens. Zudem verfügt Singtel über drei Satelliten-Bodenstationen, besitzt und betrieb den Satelliten ST-1 zusammen mit Chunghwa Telecom, hat Anteile an APT Satellite Holdings und ist strategischer Partner von Inmarsat und Iridium.
Im Jahr 2000 übernahm Singtel das in Australien zweitgrößte Telekommunikationsunternehmen Optus. Außerdem hat die Singtel Gruppe Anteile unter anderem an folgenden Unternehmen: Advanced Info Service (Thailand), Bharti Airtel (Indien), Globe Telecom (Philippinen), Pacific Bangladesh Telecom (Bangladesh), Telkomsel (Indonesien) und Warid Telecom (Pakistan).
Singtel erbringt Dienstleistungen in den Branchen Automobilindustrie, Telekommunikation, den Finanzsektor, Handel, Dienstleistungen, Medien, Energie und Fertigungsindustrie, sowie die öffentliche Verwaltung. 
Gemeinsam mit SK Telecom, Deutsche Telekom und e& bildete Singtel im Juli 2023 die "Global Telco AI Alliance".